# 徳南堅太
徳南 堅太（とくなん けんた、1987年8月17日 - ）は、日本の福井県池田町出身のフェンシング選手。種目はサーブル。

## 経歴
中学校3年間は剣道一筋であり、2段まで取得し、県大会では団体2位にまで勝ち上がっていた。武生商業高校に進む際も、剣道部があることは事前に調べていたが、部室はあったものの部員は0であり、途方に暮れていた際にフェンシング部の顧問に誘われた。元々、フェンシングの強豪校であることは知っていたこともあり、同級生で東京五輪金メダリストの見延和靖や先輩からも誘いを受ける中で、次第に気持ちが固まっていったという。大学はフェンシングの強豪校で保健体育の教員免許が取得できる、というところから進学を決意し、日本体育大学に進学した。
2018年の全日本選手権では優勝しており、2016年4月中国・無錫市で行われたフェンシングのアジア・オセアニア大陸最終予選に出場し3位となり、上位3選手に与えられる五輪代表権を獲得した。2016年リオデジャネイロオリンピックでは個人戦で28位の結果を出している。2021年に行われた全日本選手権では吉田健人に敗れ、3年ぶりの優勝を逃し準優勝となった。